# CH-46海骑士直升机
CH-46“海骑士”（英語：Boeing Vertol CH-46 Sea Knight）是一种縱列雙旋翼运输直升机。它由美国海军陆战队（USMC）使用，且提供全天候、白天和晚上突击运输作战部队，额外的任务包括战斗支援,搜索与营救（SAR），支持向前加油和重新装弹点，CASEVAC和战术复苏的飞机和人员（TRAP）。
加拿大也使用海骑士，命名为CH-113，它们在SAR服役一直到2004年。其他出口客户包括日本、瑞典和沙特阿拉伯。
其商业版本为BV 107-II，通常被简单地称为“垂直起落”（"Vertol"）。

## 另请参阅
相关开发
- CH-47『契努克』

类似型号
- 皮亚塞茨基H-25
- 西科斯基S-61
- 雅科航空器集团Yak-24

相关列表
- 美國現役軍機列表
- 美国军用飞机列表